# سیارک ۵۸۲۵
سیارک ۵۸۲۵ (به انگلیسی: 5825 Rakuyou، نامگذاری:1990BR1) پنج هزار و هشتصد و بیست و پنجمین سیارک کشف شده‌است که در ۲۱ ژانویه ۱۹۹۰ کشف شد.
قدر مطلق سیارک برابر ۱۲٫۵۰ است.